# Estadio Nacional de Ombaka
El Estadio Nacional de Ombaka también llamado Complexo da Sr. da Graça es un estadio ubicado en la ciudad de Benguela, Angola. Recibió la Copa Africana de Naciones 2010. Es uno de los tres estadios que se construyeron para este torneo y acogió gran parte de los encuentros del Grupo C, uno del Grupo D, uno de cuartos de final, una semifinal, y el duelo por el tercer lugar.